# Fluornatromicrolita
La fluornatromicrolita és un mineral de la classe dels òxids que pertany al grup de la microlita. El seu nom fa referència al fet que és el mineral del grup de la microlita amb el sodi sent el catió dominant i el fluor sent l'anió secundari dominant.

## Característiques
La fluornatromicrolita és un òxid de fórmula química (Na1.5Bi0.5)Ta₂O₆F. Cristal·litza en el sistema isomètric. La seva duresa a l'escala de Mohs és 5.
Segons la classificació de Nickel-Strunz, la fluornatromicrolita pertany a «04.DH: Òxids amb proporció Metall:Oxigen = 1:2 i similars, amb cations grans (+- mida mitjana); plans que comparteixen costats d'octàedres» juntament amb els següents minerals: brannerita, ortobrannerita, thorutita, kassita, lucasita-(Ce), bariomicrolita, bariopiroclor, betafita, bismutomicrolita, calciobetafita, ceriopiroclor, cesstibtantita, jixianita, hidropiroclor, natrobistantita, plumbopiroclor, plumbomicrolita, plumbobetafita, estibiomicrolita, estronciopiroclor, estanomicrolita, estibiobetafita, uranpiroclor, itrobetafita, itropiroclor, bismutopiroclor, hidrokenoelsmoreïta, bismutostibiconita, oxiplumboromeïta, monimolita, cuproromeïta, stetefeldtita, estibiconita, rosiaïta, zirconolita, liandratita, petscheckita, ingersonita i pittongita.

## Formació i jaciments
La fluornatromicrolita va ser descoberta a la pegmatita Quixaba, Borborema (Paraíba, Brasil). Posteriorment ha estat descrita arreu del món.